# Радосав Бошковић
Радосав Бошковић (Орја Лука, код Даниловграда, 10. јануар 1907 — Београд, 1983) био је српски филолог, лингвиста и професор Филозофског факултета у Београду.

Гимназију је учио у Даниловграду и Подгорици. Студирао је (1926—1930) српскохрватски језик са старословенским и упоредну граматику индоверопских језика с упоредном граматиком словенских језика на Филозофском факултету Универзитета у Београду. Докторирао је 1933. дисертацијом Развитак суфикса у јужнословенској заједници (Београд, 1936). Године 1939. је постао доцент, 1948, ванредни, а 1956. редовни професор Филозофског факултета у Београду, на којем је предавао старословенски језик и упоредну граматику словенских језика.
Провео је, по годину дана, као стипендиста на универзитетима у Кракову и у Прагу.
Предавао је у Другој мушкој гимназији у Београду и на Филозофском факултету.
Бавио се компаративнм граматиком словенских језика, морфологијијом, фонетиком, акцентологијом, ономастиком и лексикологијом.

## Радови
Писао је радове о дијалектима Црне Горе (са пољским дијалектологом М. Малецким објавио је Испитивање дијалеката Црне Горе). Сарађивао је у часописима Јужнословенски филолог, Наш језик, Зборник Матице српске за филологију и лингвистику, Годишњак задужбине Саре и Васе Стојановића. Радове је објављивао и у пољским часописима. Учествовао је у изради Речника српскога књижевног и народног језика Српске академије наука и уметности. Био је потписник Новосадског договора о српскохрватском језику и правопису из 1954. год.
Нека од његових дјела су : 
- Основи упоредне граматике словенских језика 1-фонетика, Београд 1968,
- Основи граматике словенских језика-фонетика и морфологија,
- Основи упоредне граматике словенске ономастике,
- Основи упоредне граматике словенских језика 2-морфологија.
- Бошковић, Радосав (1978). „Србљи и Срби”. Зборник за филологију и лингвистику. 21 (1): 23—25.

Превео је са руског Корак напред, два корака назад, Владимира Лењина.
Био је један од приређивача Целокупних дела П. П. Његоша и саставио је, са М. Стевановићем, Речник уз дела П. П. Његоша.